# برمودو الأول ملك أشتوريش
برمودو الأول (وأيضًا فيرمودو أو فيريموند)، الملقب بالشماس أو الراهب، هو ملك أشتوريش الثامن منذ عام 788م أو 789م إلى تنازله عن العرش عام 791م، وهو ابن فرويلا شقيق ألفونسو الأول ملك أشتوريش، أصبح شقيقه أوريليو ملك أشتوريش الخامس. بنهاية حكمه بدأت مرحلة جديدة في العلاقات الأشتورية الإسلامية.
انتخب النبلاء برمودو لخلافة موريجاتو الذي توفي عام 788م كان قد تولى العرش بعد انقلابه على العرش عام 783. لم يدم حكم برمودو طويلاً، فقد واجه الغزو الإسلامي لمنطقة ألبة وجليقية وهزم في معركة نهر بوربيا عام 791ـ ووفقًا لابن الأثير، فقد كان قائد المسلمين يومها يوسف بن بخت كما ذكر ذلك المقري. تنازل برمودو عن العرش بعد هزيمته، وخلفه ابن عمه ألفونسو الثاني، وقد أنجب برمودو ولدًا أصبح مستقبلاً راميرو الأول ملك أشتوريش، وقد عاش فترة طويلة بعد تنازله عن العرش، كراهب.